# George Coe
George Coe (Jamaica, Queens, Nueva York, 10 de mayo de 1929—Santa Mónica, California, 18 de julio de 2015) fue un actor de cine, teatro y televisión estadounidense.

## Vida y carrera
Coe nació bajo el nombre de George Julian Cohen en Jamaica, Queens, Nueva York. Su carrera teatral de Broadway comenzó en 1957 e incluyó giros como "M. Woolsey Lindsey", junto a Angela Lansbury en la producción original de Mame; como "Owen O'Malley" en En el siglo XX, y creando el papel de David en la producción original de Broadway de la empresa.
Coe fue un miembro original de la "No preparado para el Prime Time Players", el elenco original de Saturday Night Live, pero solo fue acreditado como miembro del reparto para el primer show, 11 de octubre de 1975. Coe fue utilizado en varios otros episodios de SNL, pero fue nunca más acreditado.
En 1979 se presentó como el jefe del personaje de publicidad de Dustin Hoffman en la ganadora de un Oscar Kramer contra Kramer. Fue nominado a un Oscar por la película de 1968 The Dove, una parodia de las películas de Ingmar Bergman, que también codirigió. Fue actor invitado en un episodio de Star Trek 1991: The Next Generation. También interpretó a Ben Cheviot, el eventual jefe de Red 23, en la serie de Max Headroom. Sus diversas apariciones en televisión incluyen Ha escrito un crimen, Bones, Judging Amy, El rey de Queens, Nip/Tuck, Anatomía de Grey, Columbo, Curb Your Enthusiasm, Gilmore Girls, Las chicas de oro, Wilfred, y como senador Howard Stackhouse en dos episodios de The West Wing.
Más recientemente, actuó en la película Voces de ángeles (2000), dio su voz al personaje de Woodhouse the much-put-upon valet en una de las series animadas de FX: Archer y al Autobot Wheeljack en la película Transformers: el lado oscuro de la luna, dirigida por Michael Bay. 
Coe proporcionó su voz para los videojuegos The Elder Scrolls V: Skyrim, Star Wars: The Old Republic, y Guild Wars 2.
Coe murió el 18 de julio de 2015 en Santa Mónica, California, después de una larga enfermedad a los 86 años.

## Premios y distinciones
Óscar
| Año  | Categoría          | Película | Resultado |
| ---- | ------------------ | -------- | --------- |
| 1969 | Mejor cortometraje | The Dove | Nominado  |